# Plaza de la Merced (Jerez de la Frontera)
La Plaza de la Merced es una plaza extramuros ubicada en Jerez de la Frontera (Andalucía, España), dentro del barrio de Santiago.
Junto con la Plaza de Santiago, es una de las plazas extramuros al norte del recinto, que se comunicaba con la ciudad amurallada a través de la Puerta de Santiago.
En la plaza está situado el Monumento a la Orden de los Mercedarios.

## Historia

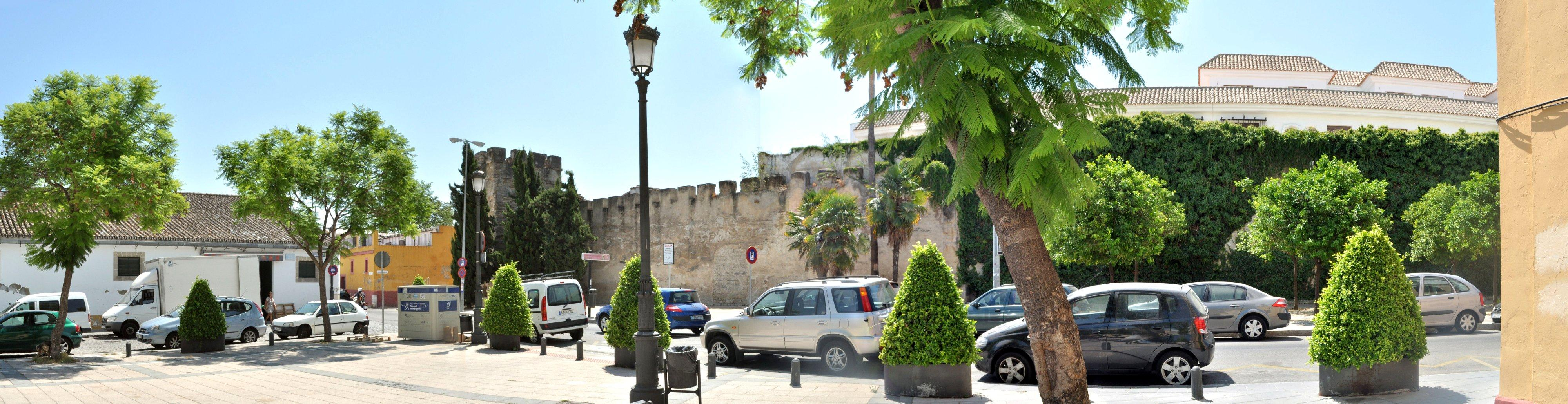
Calle Muro desde la Plaza de la Merced.

La Plaza de la Merced fue una explanada extramuros que quedó entre el muro de la ciudad y el convento de los Mercedarios, construido tras la reconquista de la ciudad en el siglo XIII.
El Convento de los Mercedarios pasó a ser Hospital Municipal tras la Desamortización de Mendizábal, quedando abierta al culto la iglesia conventual. Posteriormente pasó a ser Basílica de la Merced, donde se encuentra la Patrona de la ciudad y el mausoleo con los restos del general Miguel Primo de Rivera.
Durante los tiempos del Hospital Municipal, la plaza se denominó Alameda de Santa Isabel.

## A destacar

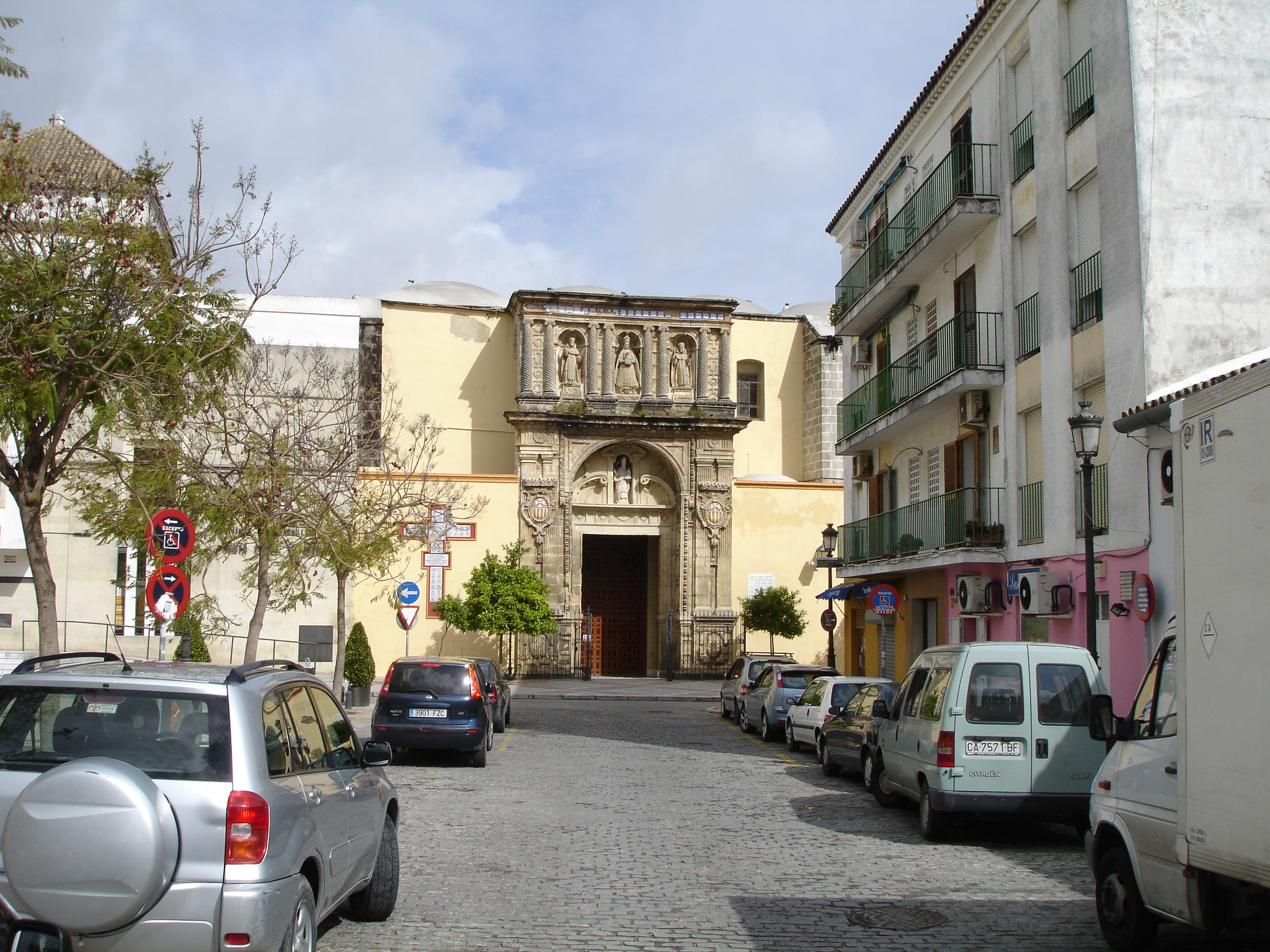
Frontal de la Basílica.

Entre las edificaciones notables que rodean la plaza destacan la Basílica de la Merced, de estilo gótico, levantada en el siglo XVI, aunque su fachada es del siglo XVII.
Justo en el lado opuesto a la basílica, decorre la calle Muro, donde se sustenta un lienzo de la muralla islámica de Jerez, siendo la mayor porción de ésta que se conserva en la ciudad.